# Шуреньга
Шуреньга — деревня в Плесецком районе Архангельской области России. Находится на западе области, но на юге Плесецкого района. Входит в Коневское сельское поселение.

## География
Населённый пункт Шуреньга находится у реки Онега, а через саму деревню протекает небольшой приток Онеги. Самый ближайший населённый пункт — деревня Труфановская, расположенная меньше одного километра южнее. Севернее по реке — село Шейна расположенное на расстоянии в 1 км. Расстояние до города Архангельск по железной дороге — от станции Липаково 285 км, по автомобильной дороге — 365 км, через село Федово, по трассам Р1 и М8. От деревни Шуреньга до Архангельска по прямой линии 255 км, до Плесецка, по автомобильной дороге, — 73 км.

## Демография
Численность населения деревни, по данным Всероссийской переписи населения 2010 года, составляла 178 человек. На 1.01.2010 числился 191 человек.

## Улицы
- Центральная (улица)
- Улица Береговая
- Улица Ручейная

## Экономика
Деревня считается не развивающейся, из-за отсутствия административного развития населённого пункта. Все местные жители работают в местном лесном хозяйстве или занимаются земледелием.
Ближайшая пожарная часть № 47 находится в посёлке Конёво.
Работает акционерное общество закрытого типа «Красновский».
В деревне есть покрытие сотовых операторов МТС, Теле2, Мегафон, Билайн.

## Флора и фауна
Так как деревня расположена достаточно близко к рекам Онега и её притоку, то развито рыболовство. Леса смешанные, с преобладанием хвойных пород.